# 닭이 먼저냐, 달걀이 먼저냐

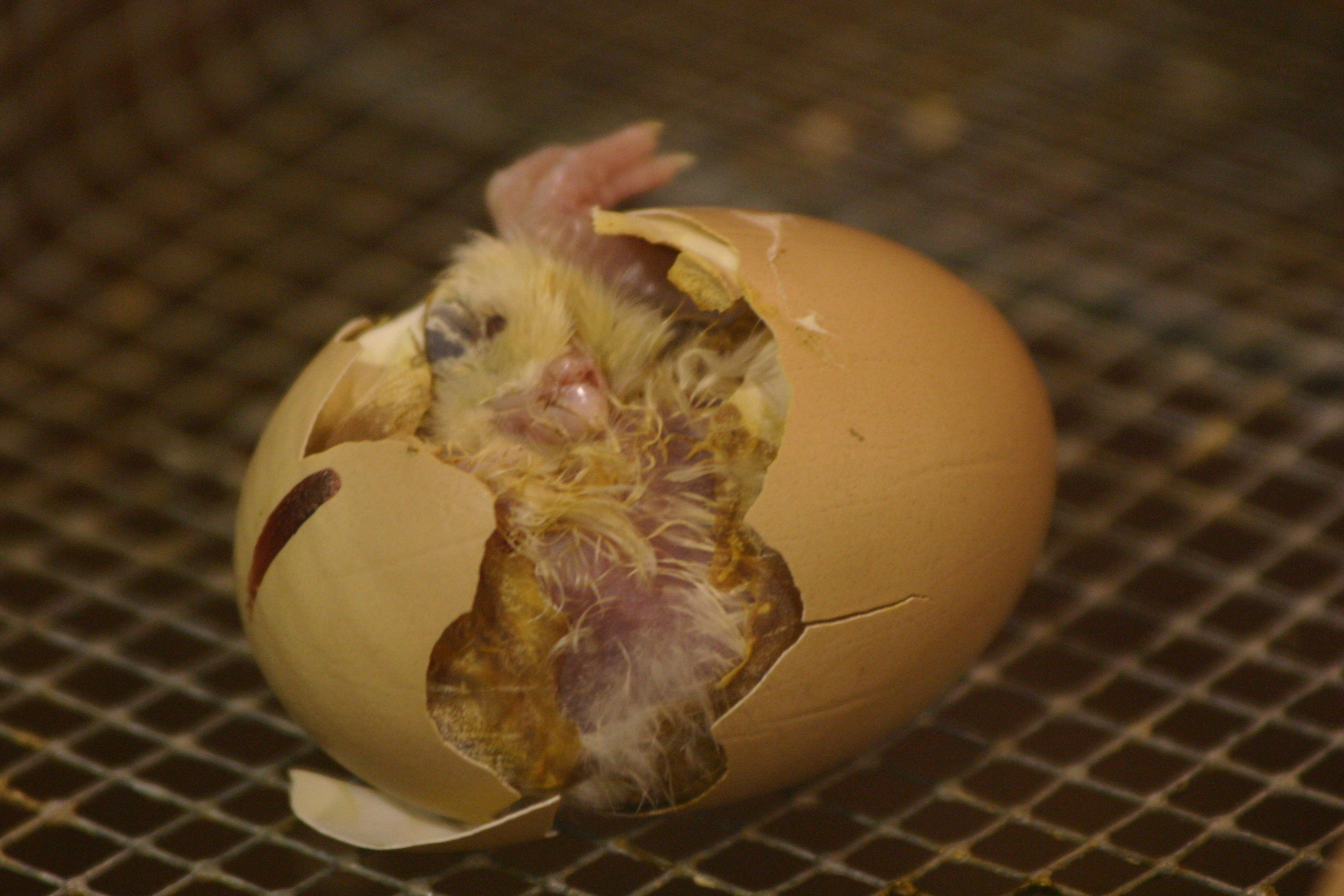
알을 깨고 나오고 있는 병아리

닭이 먼저냐, 달걀이 먼저냐는 인과관계에 관한 딜레마로, 닭과 달걀 중 어느 것이 먼저인지 논리적으로 밝히려는 문제이다.   
고대 철학자에게 이 의문은 생명과 이 세계가 어떻게 시작되었는가라는 의문에서 비롯된 것이었다. 그것은 생명의 시초, 생명이 발생되게 한 시초가 무엇인가에 대한 물음이었다. 이에 대해 아리스토텔레스는 '이 문제는 무한한 연속'이라고 말했다. 또한 그리스 철학자 플루타르코스는 이 문제를 철학적 물음으로 자신의 저서에 기록하면서 '세계에 시작이 있었는가의 중대한 문제'라고 표현했다.
한편 모든 만물의 존재가 우연이 아니라 절대자의 창조에 의한 것이라고 보는 기독교 세계관에서는 '모든 생물은 신이 만들었다'는 입장이기 때문에 닭이 먼저라고 주장했다. 반면 다윈이 진화론을 제창한 이후 과학계를 중심으로 '닭에는 닭이 아닌 조상이 존재했다'는 이유로 '달걀이 먼저'라고 논하는 경우가 많다.

## 같이 보기
- 부트스트랩 (컴파일러)

1. ↑  https://www.thedailypost.kr/news/articleView.html?idxno=107412
2. ↑  https://www.thedailypost.kr/news/articleView.html?idxno=107412